# Traité d'Arras (1435)
Pour les articles homonymes, voir Traité d'Arras.
 (octobre 2015).
Compiègne (1429) Cusset (1440)
Le  traité d'Arras fut signé en 1435 entre le roi de France, Charles VII, et le duc de Bourgogne, Philippe le Bon. Il mit fin à la guerre civile entre Armagnacs et Bourguignons.

## Contexte historique
En 1435, le roi de France Charles VII cherche à asseoir son autorité en France. Après les victoires obtenues par Jeanne d'Arc, le temps est venu de reconquérir les territoires perdus sur les Anglais. Néanmoins, Charles VII sait qu'il ne peut rien tant que la guerre civile avec les Bourguignons ne sera pas terminée. Il entame donc des négociations avec le duc de Bourgogne, Philippe le Bon. Celui-ci n'attend plus rien des Anglais et souhaite se consacrer au développement de ses provinces. La paix avec la France est pour lui une nécessité. Il accepte donc de traiter avec Charles VII, ce qui ouvre la voie à la conférence d'Arras.
Celle-ci est la première conférence européenne. Outre le royaume de France, dont la délégation de négociateurs est menée par le duc de Bourbon, le maréchal de La Fayette, le comte de Vendôme, le connétable Arthur de Richemont, l'archevêque de Reims et Christophe d'Harcourt, et la Bourgogne, conduite par le duc Philippe de Bourgogne en personne, elle réunit l'empereur Sigismond de Luxembourg, le médiateur Amédée VIII de Savoie,  une délégation anglaise, des représentants du Pape, ainsi que les représentants des rois de Pologne, de Castille et d'Aragon.

## Négociations préalables
Mars 1433 : la mort subite d'Anne de Bourgogne, épouse du duc de Bedford, régent du royaume pour l'Angleterre, desserre les liens qui avaient été tissés entre la dynastie Lancastre et le duc Philippe. Pire encore : le veuf, pourtant déjà âgé, se déclare épris d'une jeune femme de dix-sept ans, Jacquette de Luxembourg, héritière du duché de Luxembourg, mais vassale du duc de Bourgogne. Celui-ci s'offense du mariage prévisible. Le 22 avril 1433 à 17 ans, Jacquette se marie à Jean de Lancastre, duc de Bedford, à Thérouanne. À Nevers, le 16 janvier 1435, premiers espoirs pour parvenir à un accord : le chancelier de France, le nouveau connétable Arthur de Richemont, les principaux barons Bourbon et Orléans rencontrent le duc Philippe en personne. L'atmosphère est détendue :  on banquette, on danse, on s'embrasse. Mais les Orléans mettent une condition aux négociations en vue de la paix : que les Anglais libèrent Charles d'Orléans, l'aîné de la famille, le poète prisonnier, enfermé en Angleterre depuis de nombreuses années. La mort de Bedford, en juin 1435, dans sa résidence, à Rouen, hâte le cours des discussions. Le rapprochement des Français avec l'empereur Sigismond d'Allemagne, la colère des tisserands des Flandres qui ne voient plus arriver la laine anglaise qui transitait naguère par le port de Calais inquiètent le duc Philippe qui se décide à lâcher le roi d'Angleterre Henri VI et se rappelle qu'il est aussi le premier pair de France.
Il prend l'initiative d'une conférence à trois, et le congrès s'ouvre à Arras au début d'août avec un déploiement fastueux de tournois, de fêtes et de banquets, avec les vins les plus rares et les plus chers, car cela plait au duc. Il est accompagné de son fils, Charles (le futur Charles le Téméraire), silencieux et indifférent, de ses nombreux bâtards, des seigneurs de ses provinces et de son conseiller indispensable Nicolas Rolin. Les Anglais ont envoyé une délégation présidée par le cardinal de Beaufort, l'archevêque d'York, le comte de Suffolk, ainsi que Pierre Cauchon, représentant des Français ralliés aux Anglais, devenu évêque de Lisieux alors qu'il avait demandé à devenir évêque de Rouen. Les Français étaient représentés par les grands barons, assistés de juristes éminents, docteurs de l'Université, dont notamment le « doyen de Paris ».
Mais l'autorité morale suprême, garante du bon déroulement des séances de travail et des décisions adoptées, avait été confiée au légat pontifical, cardinal de Sainte-Croix, assisté de son secrétaire l'intelligent et savant Enea Silvio Piccolomini (futur pape Pie II), ainsi qu'un cardinal de Chypre, porte-parole du concile de Bâle, et délégué par ledit concile.
Le congrès d'Arras représente un événement d'une importance mondiale. La négociation faillit être interrompue à cause de l'intransigeance des Anglais, qui finirent par quitter la conférence avant la signature du traité de paix : ils voulaient que le roi de France se déclarât vassal du roi d'Angleterre. C'était le point d'achoppement traditionnel qui revenait sur le tapis des négociateurs. Après le départ des Anglais, le roi de France et le duc de Bourgogne arrivèrent à une transaction, mais la portée du traité fut diminuée du fait que la paix qu'ils établissaient n'étaient pas une paix « européenne », mais un accord entre deux États, la France et la Bourgogne.

## Clauses principales

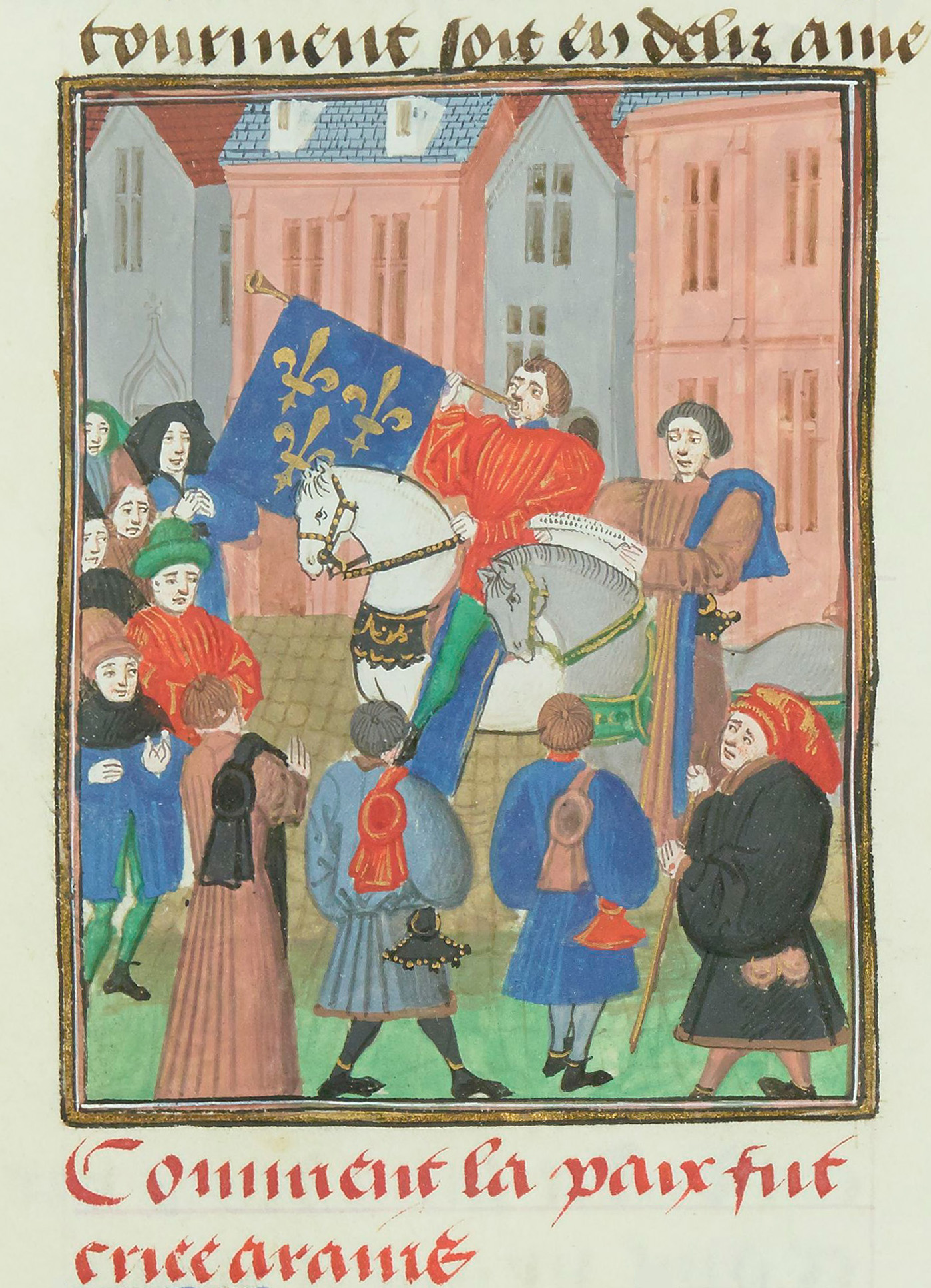
Proclamation de la paix consécutive au traité d'Arras.
Enluminure ornant La Cronicque du temps de tres chrestien roy Charles, septisme de ce nom, roy de France par Jean Chartier,
Paris, BnF, département des manuscrits, Ms. Français 2691,, fin du XVe siècle.

Par le traité d'Arras, signé le 21 septembre 1435 : 
- le roi Charles VII fait amende honorable pour le meurtre du duc Jean sans Peur (le traité débutait par cette confession : « Premièrement, le roi dira, ou par ses gens notables suffisamment fondés fera dire à mondit seigneur de Bourgogne, que la mort de feu le duc Jean de Bourgogne, son père, que Dieu absolve, fut iniquement et mauvaisement faite par ceux qui perpétrèrent ledit cas, et par mauvais conseil, et lui en a toujours déplu et de présent déplaît de tout son cœur, et que s'il eût su ledit cas, et en tel âge et entendement qu'il a à présent, il y eût obvié à son pouvoir… »[4]) ;
- Charles VII cède à Philippe le Bon les villes de la Somme, le comté de Mâcon, la vicomté de Bar-sur-Seine et le comté d'Auxerre ;
- il donne une indépendance de fait à l'État bourguignon, le duc de Bourgogne reste vassal du roi de France mais est dispensé personnellement de lui rendre hommage ;
- le duc de Bourgogne reconnait la légitimité de Charles VII comme roi de France — désormais en paix avec la Bourgogne, le roi a les mains libres pour s'atteler à la reconquête des territoires perdus sur les Anglais[1].

Le traité d'Arras de 1435 met fin à la querelle des Armagnacs et des Bourguignons et à l'alliance anglo-bourguignonne.
Le traité est confirmé le 11 décembre 1435. Ce jour-là, le roi Charles VII jura de respecter scrupuleusement toutes les clauses du traité d'Arras devant le duc de Bourgogne, représenté par Guy III de Pontailler (dit Guyard), maréchal de Bourgogne (commandant en chef de l'armée bourguignonne), seigneur de Talmay, Heuilley-sur-Saône et autres lieux.

## Conséquences
Ce traité est réputé avoir mis fin à la guerre civile entre Armagnacs et Bourguignons.
Les villes de la Somme cédées par Charles VII furent ensuite rachetées par Louis XI, le 20 août 1463, à Philippe le Bon pour la somme de quatre cent mille écus, afin que les Bourguignons soient éloignés de Paris et que soit oublié ce traité moins glorieux pour la couronne de France. Furent rachetées notamment les villes de Saint-Quentin, Corbie, Amiens, Doullens, Abbeville, Montreuil-sur-Mer, Rue, Saint-Valery, Le Crotoy, Saint-Riquier, Crèvecœur-en-Cambrésis et Mortagne ; ainsi que les châtellenies de Roye, Péronne et Montdidier,. 
Plus tard, le nouveau duc de Bourgogne Charles le Téméraire lutta pour obtenir une indépendance totale et pour créer un royaume de Bourgogne, mais il s'aliéna les habitants des Flandres, de l'Alsace et les Suisses et trouva la mort face au duc René II de Lorraine à la bataille de Nancy en 1477 sans avoir réalisé son rêve. 
Louis XI en profita pour récupérer le duché de Bourgogne tandis que la « Bourgogne impériale » (Franche-Comté), le comté de Charolais et les Pays-Bas bourguignons passèrent aux Habsbourg à la suite du mariage de Marie de Bourgogne, fille unique de Charles le Téméraire, avec Maximilien de Habsbourg, futur empereur Maximilien Ier.

## Galerie

Document original du traité d'Arras
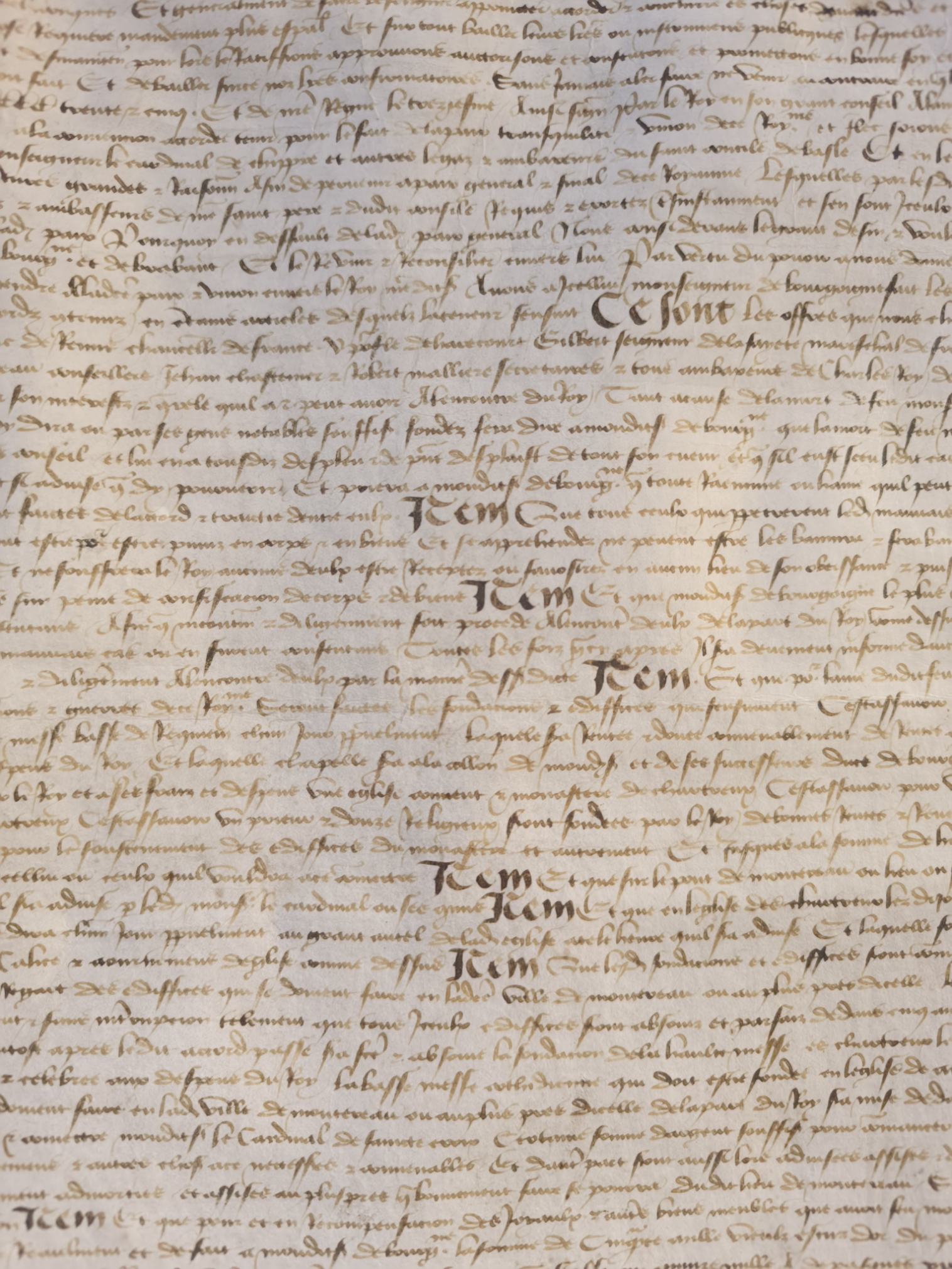
Détail du texte original du traité d'Arras - exposé au Musée de Cluny en 2024.
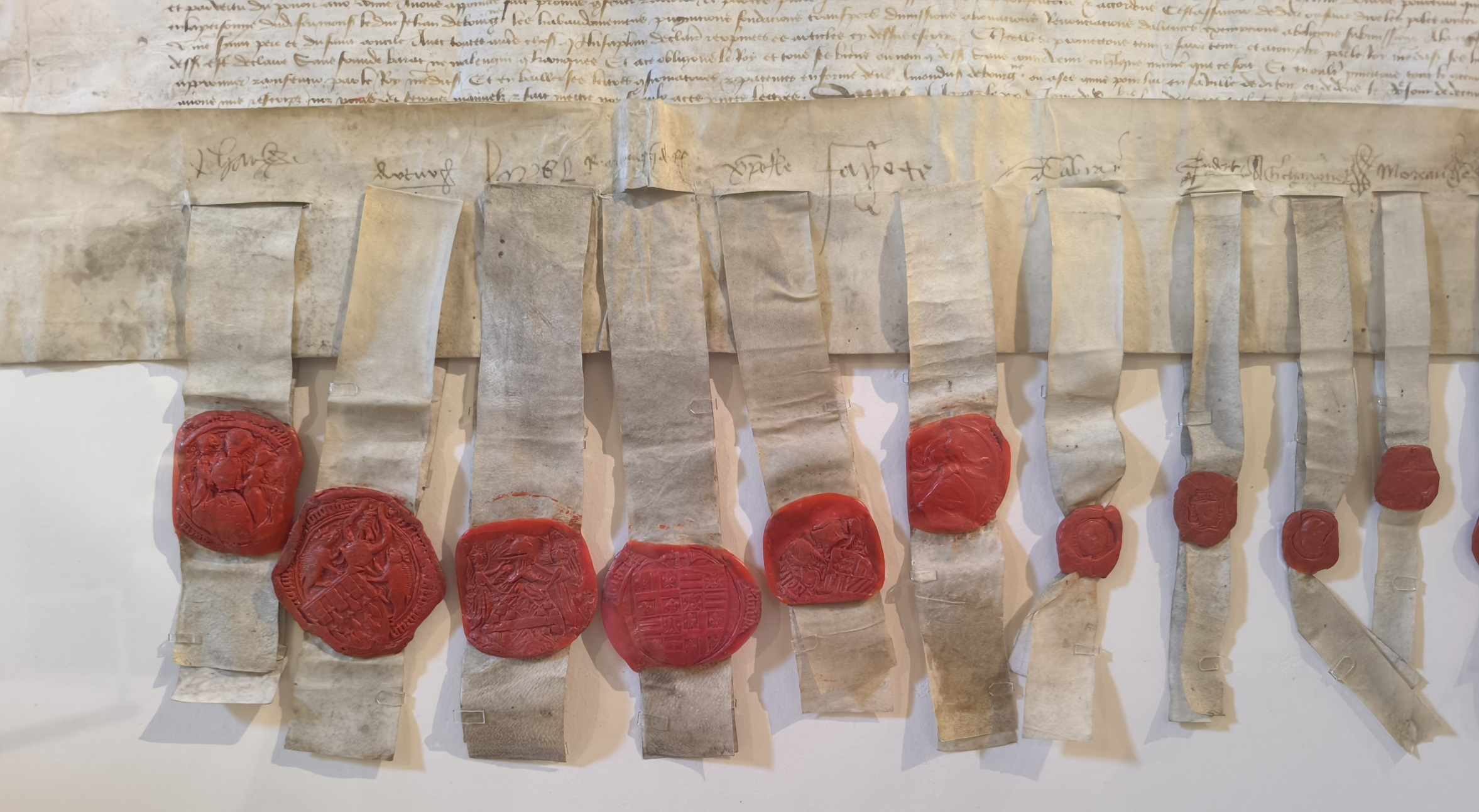
Détail des sceaux des signataires du traité d'Arras - exposé au Musée de Cluny en 2024.